# En boxare bland gangsters
En boxare bland gangsters (originaltitel: Kid Galahad) är en dramatisk boxningsfilm från 1937 i regi av Michael Curtiz. Rollerna spelas av bland andra Edward G. Robinson, Bette Davis, Humphrey Bogart och, i titelrollen, nykomlingen Wayne Morris.
1962 spelades filmen in i en ny version, med samma titel, med Elvis Presley i titelrollen.

## Medverkande (i urval)
- Edward G. Robinson – Nick Donati
- Bette Davis – Fluff
- Humphrey Bogart – Turkey Morgan
- Wayne Morris – Ward Guisenberry / Kid Galahad
- Jane Bryan – Marie
- Harry Carey – Silver Jackson
- William Haade – Chuck McGraw